# Saint-Germain-du-Salembre
Saint-Germain-du-Salembre (okzitanisch Sent Gèrman de Salembre) ist eine französische Gemeinde mit 906 Einwohnern (Stand 1. Januar 2022) im Département Dordogne in der Region Nouvelle-Aquitaine (vor 2016 Aquitaine); sie gehört zum Arrondissement Périgueux und zum Kanton Vallée de l’Isle. Die Einwohner heißen Salembrais.

## Geografie
Saint-Germain-du-Salembre liegt etwa 20 Kilometer westsüdwestlich von Périgueux in der Landschaft Périgord am namengebenden Flüsschen Salembre. Die Nachbargemeinden von Saint-Germain-du-Salembre sind Chantérac im Norden, Saint-Astier im Nordosten und Osten, Saint-Léon-sur-l’Isle im Osten, Neuvic im Südosten, Douzillac im Süden sowie Saint-Jean-d’Ataux im Westen.

## Bevölkerungsentwicklung
| Jahr                      | 1962 | 1968 | 1975 | 1982 | 1990 | 1999 | 2006 | 2019 |
| Einwohner                 | 823  | 790  | 837  | 837  | 787  | 762  | 819  | 9246 |
| Quelle: Cassini und INSEE |      |      |      |      |      |      |      |      |

## Sehenswürdigkeiten
- Kirche Saint-Germain aus dem 15. Jahrhundert
- Schloss Saint-Germain-du-Salembre aus dem 15. Jahrhundert, Umbauten aus dem 17. Jahrhundert, Monument historique seit 1991

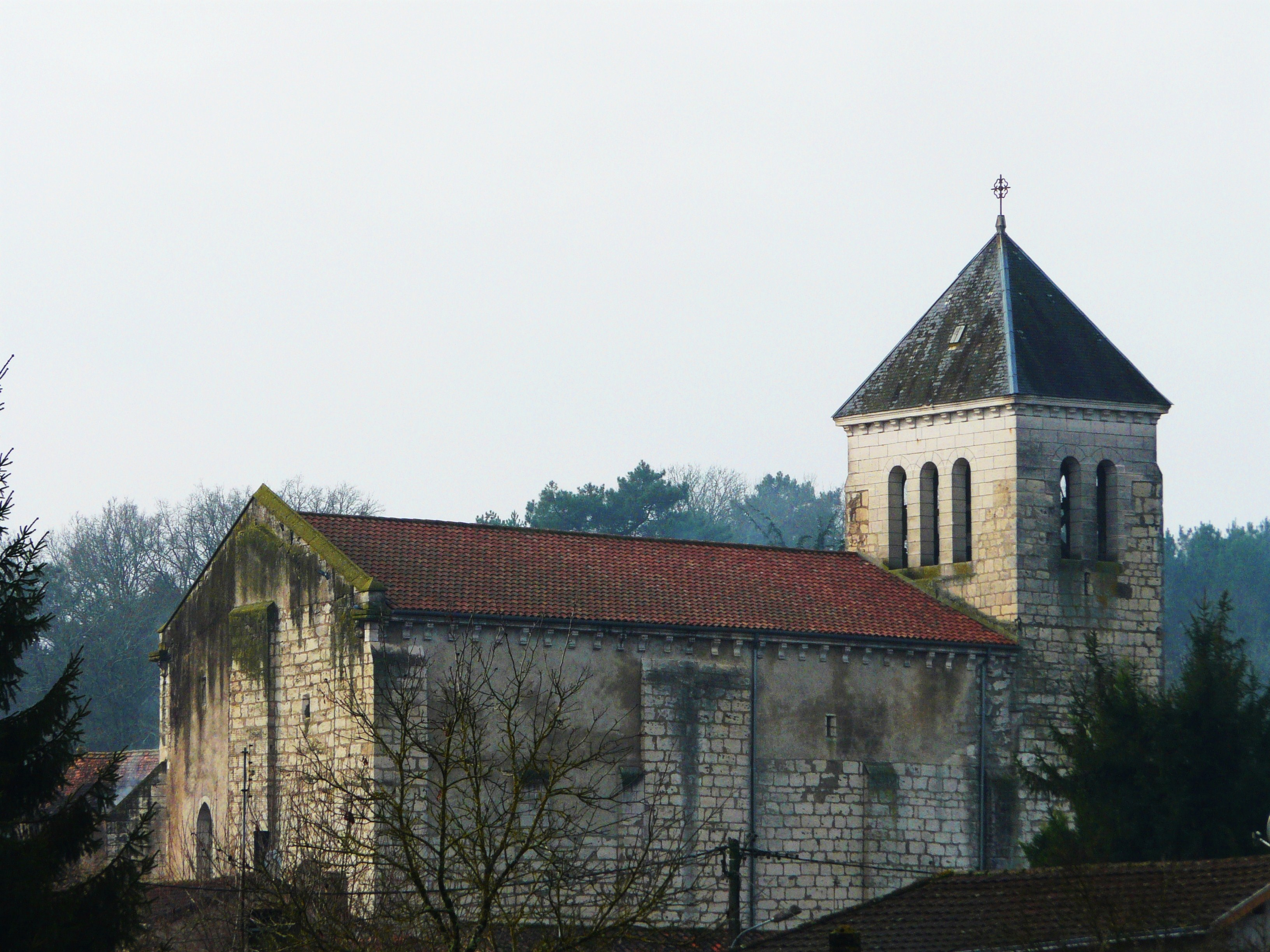
Kirche Saint-Germain
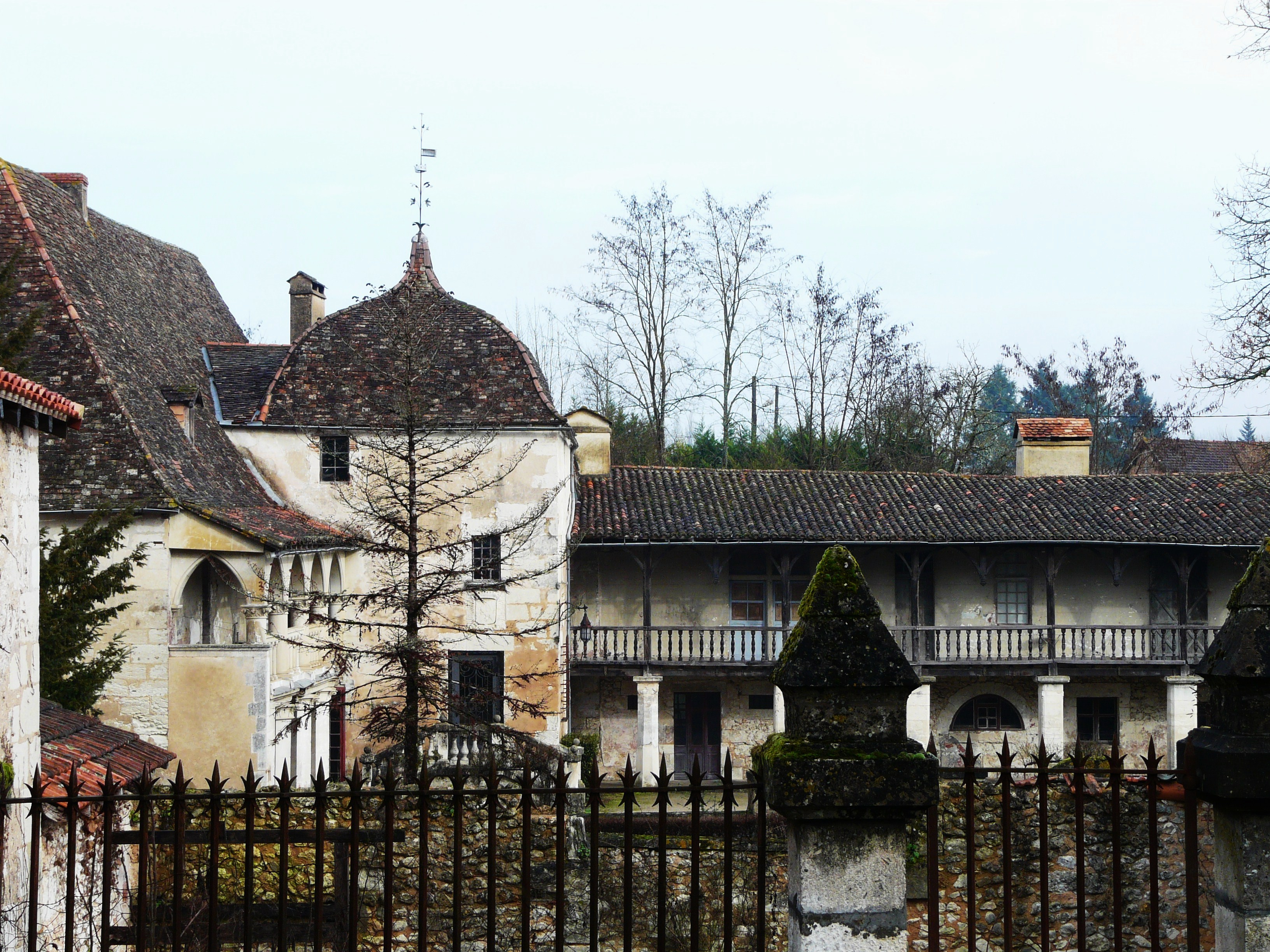
Schloss Saint-Germain-du-Salembre
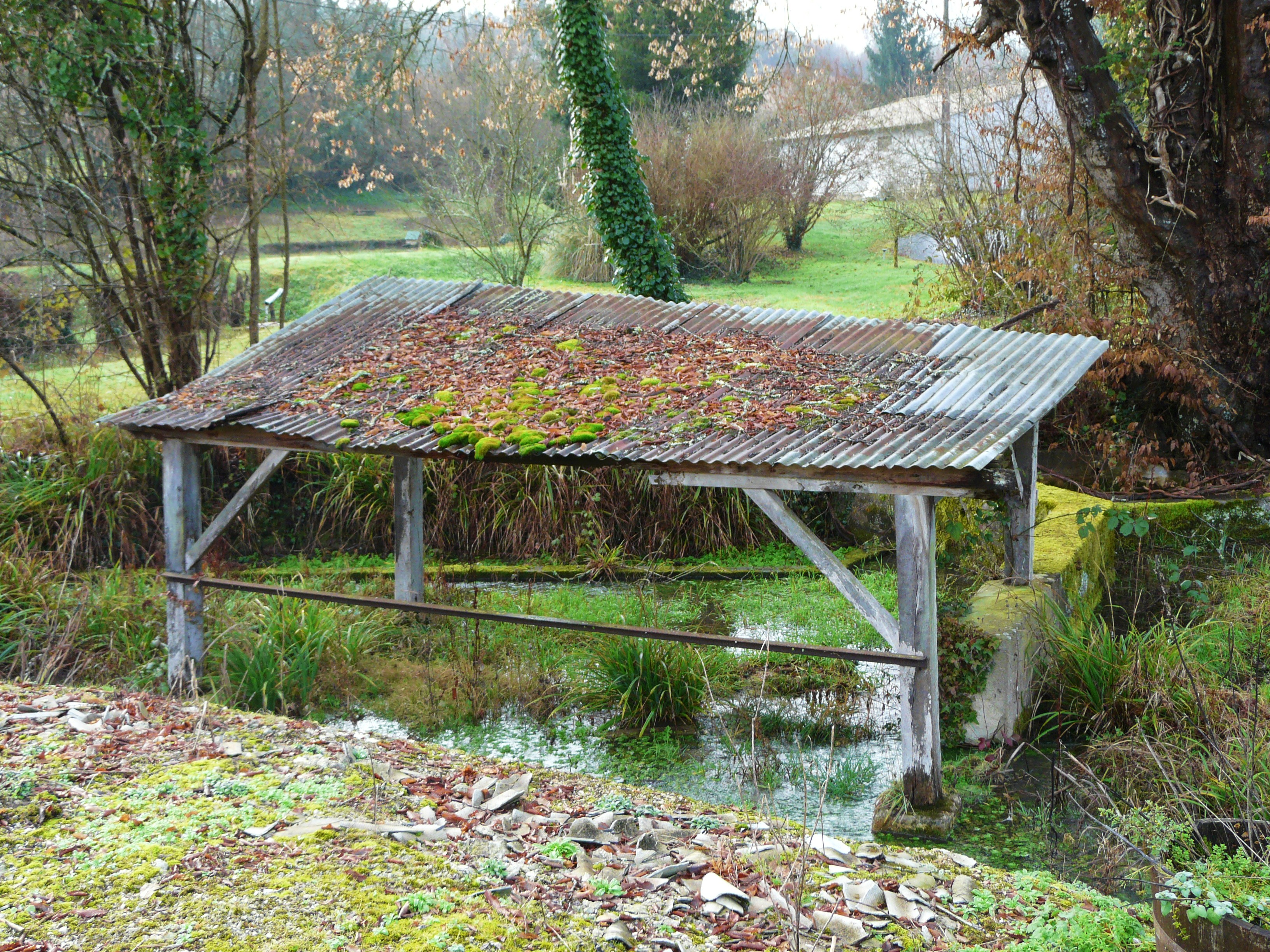
Ehemaliges Waschhaus
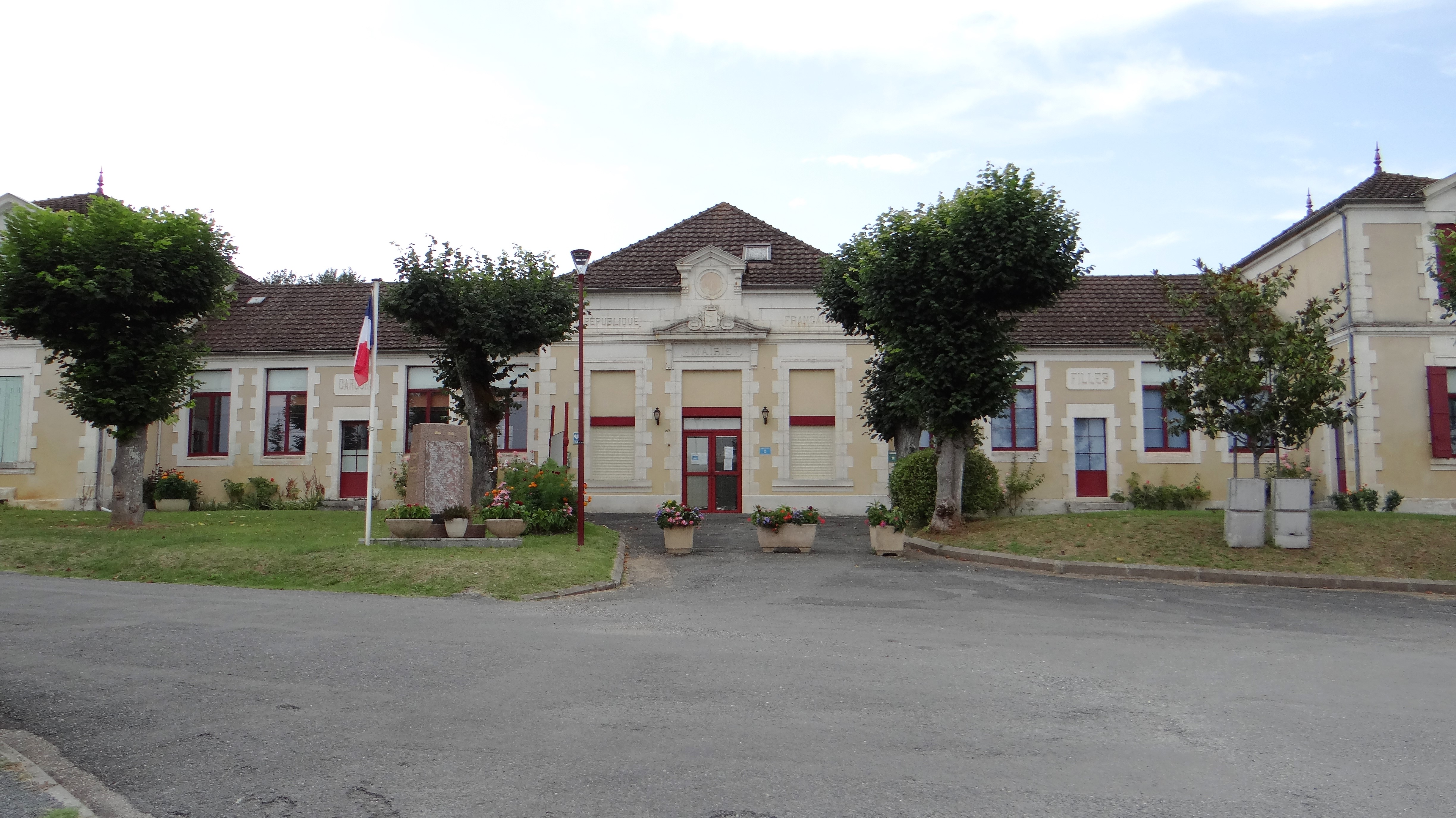
Rathaus
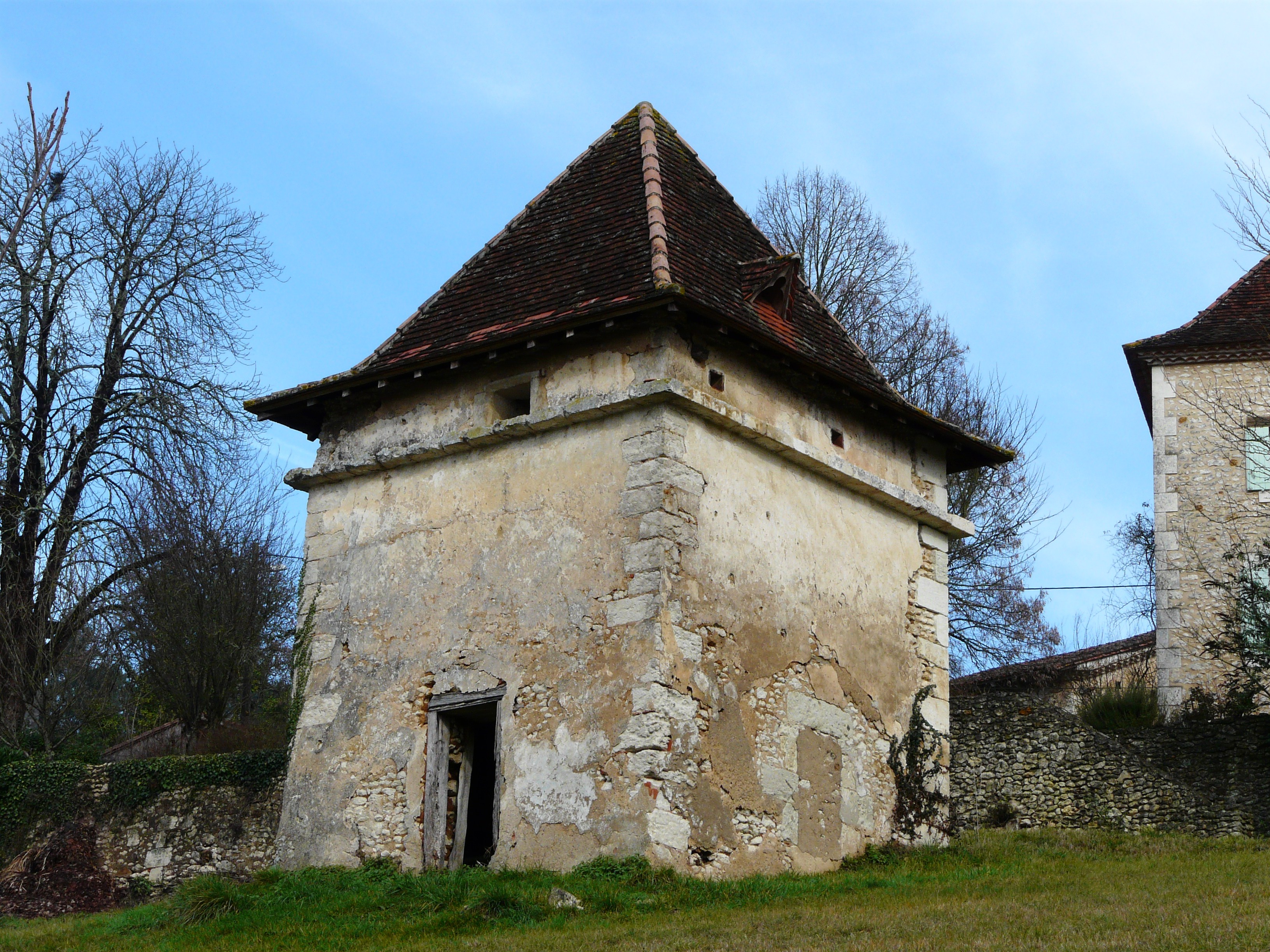
Taubenturm
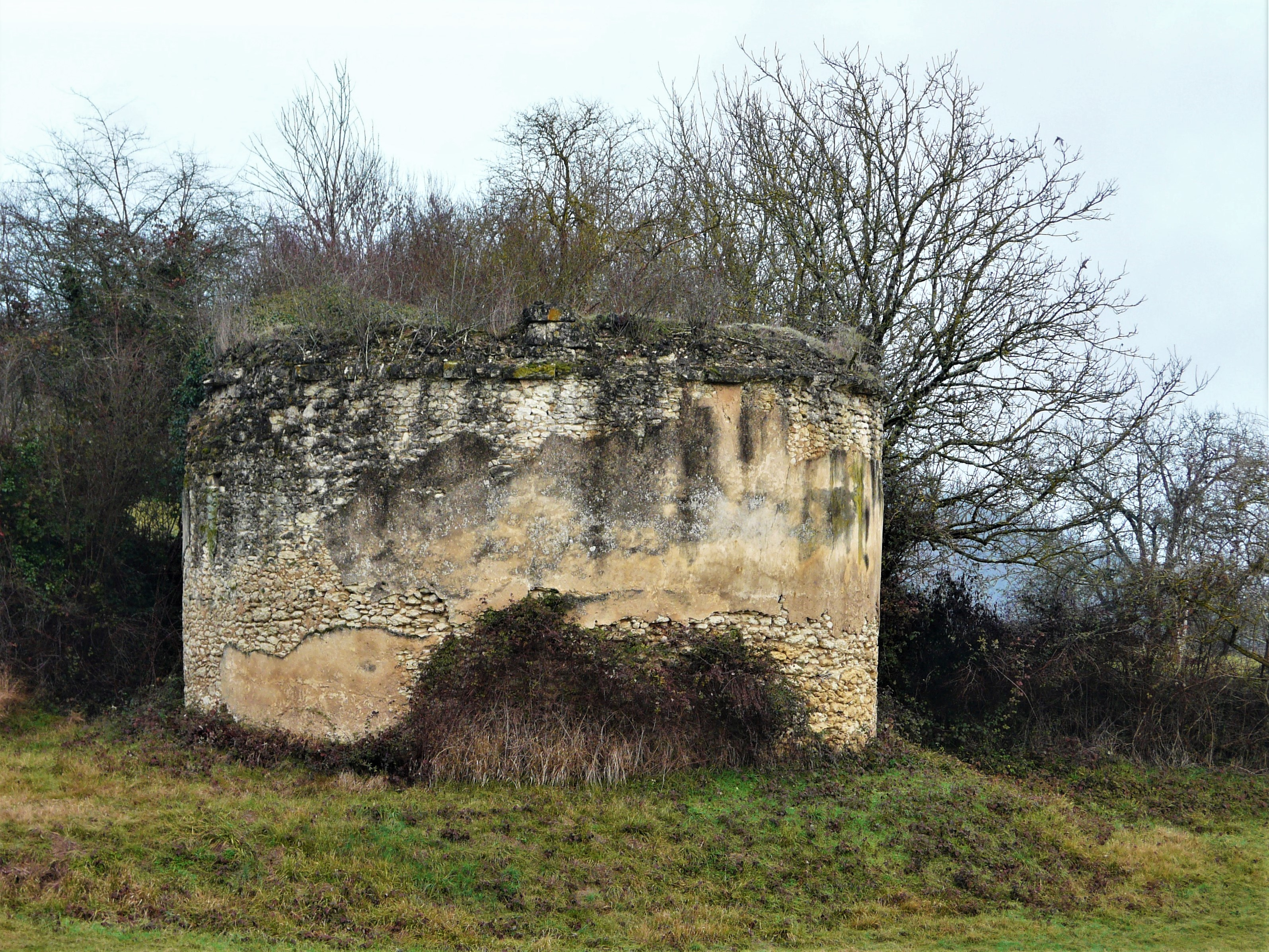
Weiterer ehemaliger Taubenturm